# Álszövetes állatok
Az álszövetes állatok (Parazoa) az állatok egy parafiletikus csoportja, amelyet a régebbi rendszertanok az állatok országának egy alországaként tartották számon. A csoportba két törzset, a szivacsokat (Porifera) és a korongállatkákat (Placozoa) sorolják. Mintegy 5000 szivacsfajt ismerünk, ebből 150 édesvízi. A korongállatkák elsőként felfedezett ma is élő faja a korongállatka (Trichoplax adhaerens).
A Parazoa szó jelentése „állatok melletti”.

## Leírásuk
A legősibb állatok, köztük az álszövetesek ősei pelágikus, azaz a vízben szabadon úszó életmódot folytató galléros-ostoros egysejtűek (valószínűleg a galléros ostorosokhoz (Choanoflagellata) hasonló élőlények) kolóniáiból alakultak ki. Elődeiktől abban különböznek, hogy makroszkopikus méretűek és differenciált sejtjeik vannak, de a valódi szövetes állatoktól (Eumetazoa) eltérően nincsenek szöveteik. Az álszövetes állatok aszimmetrikusak (tehát semmilyen szimmetriát nem mutatnak), minden más állat valamilyen módon szimmetrikus.  Lárváik planktonikusak, a kifejlett szivacsok és a Trichoplax adhaerens is helytülőek (szesszilisek).
Sejtjeik, amelyek között nem alakulnak ki szoros kapcsolatok, nagyfokú átalakulásra képesek.

## Rendszerezésük
Az álszövetes állatok csoportja parafiletikus, azaz egy közös őstől származnak, de a csoport nem tartalmazza a közös ős összes leszármazottját, ez esetben a valódi szövetes állatokat (Eumetazoa). Az álszövetes és a valódi szövetes állatok fejlődési vonala nagyjából 940 millió évvel ezelőtt válhatott szét.

## Fordítás
- Ez a szócikk részben vagy egészben  a   Parazoa című angol Wikipédia-szócikk ezen változatának fordításán alapul.  Az eredeti cikk szerkesztőit annak laptörténete sorolja fel. Ez a jelzés csupán a megfogalmazás eredetét és a szerzői jogokat jelzi, nem szolgál a cikkben szereplő információk forrásmegjelöléseként.